# 에스토니아의 행정 구역
다음은 에스토니아의 행정 구역에 관한 서술이다. 에스토니아는 단일국가로 1개급 지방정부 체계를 수립하고 있다. 이에 따라 각 지역 현안은 지방정부가 관할한다.
2017년 행정구역 개편으로 에스토니아의 지방정부는 총 79개로 통합되었으며, 15개 시 (Linn)와 64개 마을 (Vald)로 구성되어 있다. 다만 시나 마을에 상관 없이 모든 지방자치단체가 동등한 법적 지위를 지닌다. 이들 지방정부는 다시 한번 15개 주를 이루어 최고 행정구역 단위를 구성한다. 주 정부의 최고 지도자인 주지사는 중앙 정부가 임명하며 임기는 3년이다.
지역 대의기관으로 시의회를 두고 있으며, 매 4년마다 치러지는 지방선거에서 시의원을 선출한다. 각 시의회는 지방정부를 임명하며, 그 수장으로 시장을 둔다. 지방분권화 추세에 따라 각 지역정부는 구를 설치할 수 있으며, 이들 구는 일정한 범위 내에서 자체 권한을 보장받는다. 현재 수도 탈린과 히우마섬에서 구를 설치하고 있다.
공식적인 행정구역 체계 외에도 마을 (küla), 소구 (alevik), 구 (alev), 도시 등의 구분법도 존재한다. 그 기준은 인구수에 따라 세워지며, 300명 이하는 마을, 300명~1000명은 소구, 1000명 이상은 구 내지는 도시로 구분하는 것이 보통이다.

## 주
다음은 에스토니아의 최상위 행정구역인 15주이다. 오른쪽의 지도를 클릭하면 해당 주 문서로 이동할 수 있다.
- 하리우주 (Harju)
- 히우주 (Hiiu)
- 이다비루주 (Ida-Viru)
- 여게바주 (Jõgeva)
- 얘르바주 (Järva)
- 래네주 (Lääne)
- 래네비루주 (Lääne-Viru)
- 펄바주 (Põlva)
- 패르누주 (Pärnu)
- 라플라주 (Rapla)
- 사레주 (Saare)
- 타르투주 (Tartu)
- 발가주 (Valga)
- 빌리안디주 (Viljandi)
- 버루주 (Võru)

## 지방 자치체

에스토니아의 지방 자치체

에스토니아의 지방 자치체 중에서 마을의 경우에는 군이라고도 칭한다.
| 하리우주 - 아니야군 (Anija) - 하르쿠군 (Harku) - 여엘래흐트메군 (Jõelähtme) - 케일라시 (Keila) - 킬리군 (Kiili) - 코세군 (Kose) - 쿠살루군 (Kuusalu) - 록사시 (Loksa) - 래네하리우군 (Lääne-Harju) - 마르두시 (Maardu) - 라시쿠군 (Raasiku) - 라에군 (Rae) - 사쿠군 (Saku) - 사우에군 (Saue) - 탈린시 (Tallinn) - 빔시군 (Viimsi) 히우주 - 히우마군 (Hiiumaa) 이다비루주 - 알루타구세군 (Alutaguse) - 여흐비군 (Jõhvi) - 코흐틀라얘르베시 (Kohtla-Järve) - 뤼가누세군 (Lüganuse) - 나르바시 (Narva) - 나르바여에수시 (Narva-Jõesuu) - 실라메시 (Sillamäe) - 토일라군 (Toila) 여게바주 - 여게바군 (Jõgeva) - 무스트베군 (Mustvee) - 펄차마군 (Põltsamaa) | 얘르바주 - 얘르바군 (Järva) - 파이데시 (Paide) - 튀리군 (Türi) 래네주 - 합살루시 (Haapsalu) - 래네니굴라군 (Lääne-Nigula) - 보름시군 (Vormsi) 래네비루주 - 할리알라군 (Haljala) - 카드리나군 (Kadrina) - 라크베레시 (Rakvere) - 라크베레군 (Rakvere) - 타파군 (Tapa) - 빈니군 (Vinni) - 비루니굴라군 (Viru-Nigula) - 배이케마리아군 (Väike-Maarja) 펄바주 - 카네피군 (Kanepi) - 펄바군 (Põlva) - 래피나군 (Räpina) 패르누주 - 해데메스테군 (Häädemeeste) - 키흐누군 (Kihnu) - 래네란나군 (Lääneranna) - 퍼흐야패르누마군 (Põhja-Pärnumaa) - 패르누시 (Pärnu) - 사르데군 (Saarde) - 토리군 (Tori) | 라플라주 - 케흐트나군 (Kehtna) - 코힐라군 (Kohila) - 매리아마군 (Märjamaa) - 라플라군 (Rapla) 사레주 - 사레마군 (Saaremaa) - 무후군 (Muhu) - 루흐누군 (Ruhnu) 타르투주 - 엘바군 (Elva) - 캄뱌군 (Kambja) - 카스트레군 (Kastre) - 루냐군 (Luunja) - 너오군 (Nõo) - 페이프시애레군 (Peipsiääre) - 타르투시 (Tartu) - 타르투군 (Tartu) 발가주 - 오테패군 (Otepää) - 터르바군 (Tõrva) - 발가군 (Valga) 빌리안디주 - 물기군 (Mulgi) - 퍼흐야사칼라군 (Põhja-Sakala) - 빌리안디시 (Viljandi) - 빌리안디군 (Viljandi) 버루주 - 안츨라군 (Antsla) - 러우게군 (Rõuge) - 세토마군 (Setomaa) - 버루시 (Võru) - 버루군 (Võru) |